# 普利特維察河
普利特維察河是克羅地亞的河流，位於該國北部利卡-塞尼縣和利卡-塞尼縣，屬於薩瓦河的右支流，河道全長65公里，流域面積272平方公里。